# 巴丹吉林庙
巴丹吉林庙，位于内蒙古自治区阿拉善盟阿拉善右旗的巴丹吉林沙漠中，是一座藏传佛教格鲁派寺院。

## 简介

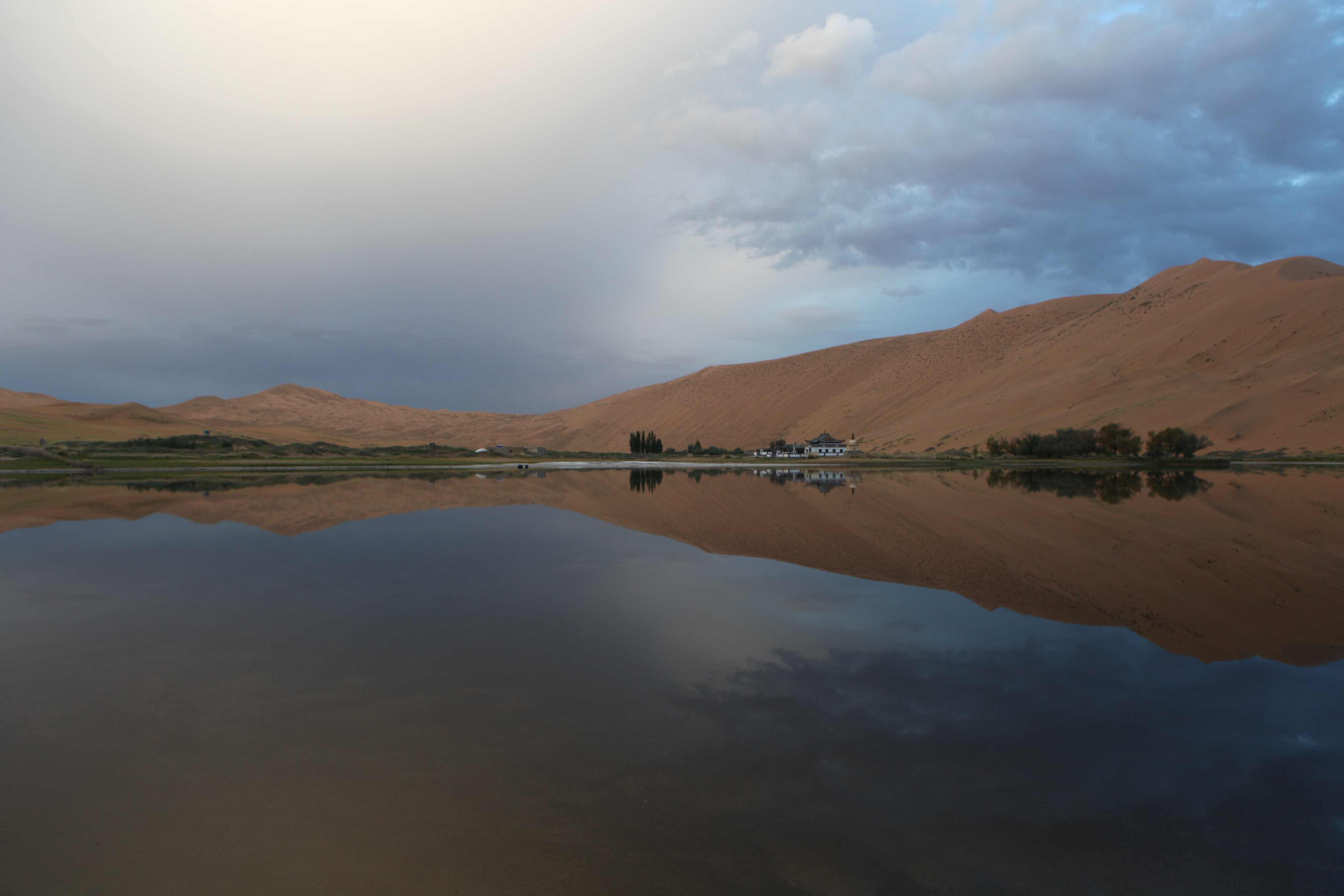
巴丹吉林庙日出

巴丹吉林庙位于巴丹吉林沙漠腹地的苏敏吉林（蒙古语，意为“有庙的海子”，因巴丹吉林庙在此而得名），原是阿拉善旗延福寺管辖的属庙。巴丹吉林庙始建于清朝乾隆年间的1755年，常年有香客前来进香。
1986年，巴丹吉林庙被列为阿拉善右旗文物保护单位。2005年，地方人民政府依法划定了巴丹吉林庙的保护范围及建设控制地带。2006年，巴丹吉林庙被列为内蒙古自治区文物保护单位， 2007年树立保护标志。 2013年，被列为第七批全国重点文物保护单位。
巴丹吉林庙的建筑风格十分独特，反映了沙漠建筑的特点，是阿拉善右旗境内原有建筑唯一保存较为完整的寺庙。2012年，该庙建筑面积300多平方米，有喇嘛8人；该庙的经殿为四角形角楼，平面呈曲尺形，重楼歇山顶，庙室分上下两层，呈楼阁式，此外还有经塔1座。

## 延伸阅读
- 巴丹吉林庙（拍摄于内蒙古巴丹吉林沙漠），新摄影，2013-02-27 （页面存档备份，存于）